# 聂昌
聂昌（1078年—1126年），原名聂山，字贲远，抚州临川县（江西省临川市）人，北宋大臣。
他从太学上舍步入仕途，担任相州教授。被蔡攸推荐，召入担任秘书郎，擢升为右司员外郎。当时三省大吏高官认为身为卿监之人，都在都司上，聂山因为名分未正，所以猛烈抨击。宋徽宗下诏，自今升至朝请大夫为止。后来以直龙图阁为湖南转运使，还京为太府卿、户部侍郎，改任开封尹，再任户部。聂山本来厚结王黼，既而跟随蔡京，被王黼所中伤，罢知德安府。又因为当地人告他，贬为崇信军节度副使，安置衡州。
宋钦宗即位，吴敏掌权，因为聂山做事猛厉直率可以帮助自己，于是提升他为显谟阁直学士、知开德府，路上升任兵部侍郎，进升户部尚书，领开封府。聂山遇事奋然不顾，敢于诛杀。吴敏发现他不能为自己所用，开始怕他，于是引唐恪、徐处仁一起执政，只落下聂山。
李纲被罢免，太学生陈东和士庶十余万人，在宫外击鼓伏候，几日不退，遇到内侍就杀，府尹王时雍赶不走他们。宋钦宗让聂山出来宣旨，他们相率听命。王时雍想要把陈东等下狱，聂山力言不可，于是作罢。
聂山再为开封府尹，恶少年作乱，白日为盗，入官民家抢金帛；临走时，自己绑上三两个同伙，声言是擒贼，手持兵器走过小巷，将同伙松绑，把所抢的东西分了离开。人们不能安居。聂山于是按律打击，让他们下棋博弈不问，有人说这也是禁止的，聂山说：“姑且放纵他们的嗜好，使他们懈怠别做坏事，这是禁止他们为非作歹的策略。”从此，宋钦宗说他有周昌抗节之义，于是让他改名“昌”。
京师再次戒严，聂昌拜同知枢密院。入朝谢恩，于是陈说捍敌之策：“三关四镇，是国家藩篱，听说要割让给敌人，一旦盟约被毁，何以制约？愿不要轻易给与，应该传檄天下兵聚都畿，守坚城遏要冲，精简禁旅准备出击，控制黄河以断其归路。前有坚城，后有大河，劲兵四面而来，敌人如果南下，就落入我们的网中。臣愿迅速聚合勇义之士，设伏开关，出其不意扫荡敌营。”宋钦宗称赞他壮勇，命他提举守御，得以见机行事。
金人再议和，宋朝割让两河，需要大臣出使报聘。诏命耿南仲和聂昌前往，聂昌说：“两河之人忠义勇劲，万一不从，必被他们抓住，死不瞑目。如果和议不成，臣应当分派官属，催促勤王之师入京守卫。”宋钦宗准许。走到永安，与金将粘罕相遇，随从自称閤门舍人，让聂昌站住撤去伞盖，让聂昌用上奏文榜高声呼名相见，聂昌不同意，争论很长时间，最后以客礼相见。聂昌去河东，走到绛州，绛州闭城拒纳。聂昌持诏到达城下，用绳子登城。州钤辖赵子清指挥众人杀害聂昌，挖出眼睛将尸体剁碎，时年四十九岁。
建炎四年（1130年），赠观文殿大学士，谥号忠愍。父亲聂用之，九十岁，忧虑而死。
聂昌为人通达聪敏，喜欢救人之急，但是恩怨太明，睚眦必报。王黼之死，是聂昌派遣刺客刺杀，弃尸道旁。后来依附耿南仲取得显位，左右他的观点导致误国，以至最后的祸变，自身也不免祸。

## 家族
- 曾祖：聶經，贈太子太保
- 祖：聶榮，贈太子少保
- 父：聶用之，朝請大夫
- 妻：鄒氏，封永嘉郡夫人
  - 子：聶昂，鴻臚寺丞
  - 子：聶昇，廬陵尉
  - 孫：聶堯臣
  - 孫：聶舜臣
  - 孫：聶周臣
  - 孫：聶晉臣
  - 孫：聶唐臣
  - 孫女：聶洞真，適安福主簿黃掞
  - 孫女：聶葆真，適艾慶嗣
  - 孫女：聶玉真，適黃旦
- 妻：郡主，可能是赵颢女
  - 子：聂发

## 延伸阅读
[在维基数据编辑]
 《宋史/卷353》，出自脱脱《宋史》